# Пиналь, Сильвия
Си́львия Пина́ль Ида́льго (исп. Silvia Pinal Hidalgo; 19 октября 1931, Гуаймас, штат Сонора, Мексика — 28 ноября 2024, Мехико, Мексика) — мексиканская актриса эпохи золотого века мексиканского кинематографа.

## Биография

### Первые годы жизни
Родилась 19 октября 1931 года в Гуйамасе в семье, где помимо неё росли ещё три старшие сестры: Беатрис, Мерседес и Эухения. Мать Мария Луиза Идальго — потомок Мигеля Идальго-и-Костилья, инициатора движения за независимость Мексики. Её приёмный отец Луис был военным и политическим журналистом. Семья проживала в нескольких городах в Мексике и впоследствии обосновалась в Мехико.

### Карьера в кино

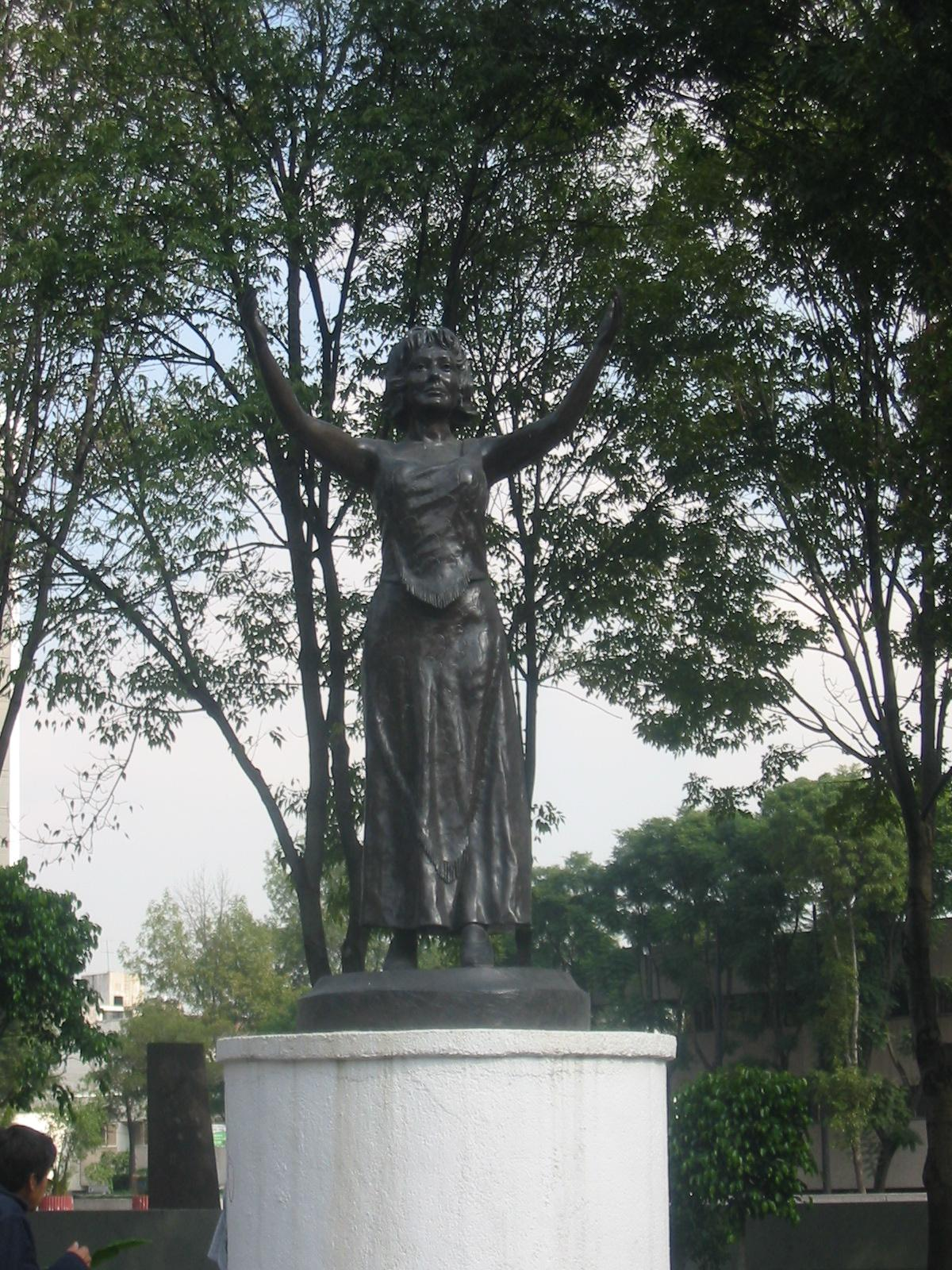
Памятник Сильвии Пиналь в Мехико

На профессиональной сцене с 1950 года. Дебютировала в кино в 1948 году в небольшой роли Эмилии в фильме режиссёра Мигеля Контрераса Торреса «Бамба». Благодаря своим неординарным внешним данным и драматическому дарованию довольно быстро стала одной из кинозвезд мексиканского экрана. Она с успехом играла в многочисленных мексиканских комедиях, мелодрамах, музыкальных фильмах с выдающимися актёрами Кантинфласом, Альберто де Кордовой. Легенда золотого века мексиканского кино.

### Карьера в политике
Она стала членом Институционно-революционной партии и была избрана депутатом федерального парламента. Сенатор и член Ассамблеи от мексиканского федерального округа. На этих постах она играла активную роль в сфере культуры и защиты женщин.

### Смерть
21 ноября 2024 года Пиналь была госпитализирована в Тлалпан, Мехико, с инфекцией мочевыводящих путей. Она скончалась там 28 ноября в возрасте 93 лет. Сенат Республики почтил память актрисы минутой молчания в знак уважения, а Министерство культуры объявило, что 30 ноября во Дворце изящных искусств состоится посмертное чествование актрисы.

## Личная жизнь
Сильвия Пиналь была замужем четыре раза. Первым мужем стал кубинский и мексиканский актёр Рафаэль Банкельс, от которого 13 октября 1949 года родила дочь Сильвию Паскель. В 1961 году она вышла замуж во второй раз, за кинопродюсера и бизнесмена Густаво Алатристе, который стал отцом её второй дочери Виридианы Алатристе (1963—1982, погибла в автокатастрофе). Позже, в 1967 году, вышла замуж за мексиканского актёра и певца Энрике Гусмана. У них родились дочь Алехандра Гусман (поп-певица) и сын Луис Энрике Гусман. Её последним мужем был Тулио Эрнандес, за которого она вышла замуж в 1982 году. Брак распался в 1995 году.

## Фильмография
- Виридиана (1961) — Виридиана
- Ангел-истребитель (1962) — Летисия
- Симеон-пустынник (1965) — Дьявол
- Узы любви (1995) — камео
- Я твоя хозяйка (2010) — Изабель

## Награды
- 1983 Премия TVyNovelas лучшей актрисе — за лучшую женскую роль («Завтра наступит весна»)
- 1953 Серебряный Ариэль — за роль в фильме Un Rincón cerca del cielo
- 1956 Серебряный Ариэль — за роль в фильме Locura pasional

В 2006 году Сильвия Пиналь была награждена в Испании Орденом Изабеллы Католической за вклад в мир кино.
В 2016 году Академия кинематографических искусств и наук в Голливуде выбрала Сильвию Пиналь в качестве одного из своих членов в знак признания её долгой карьеры и вклада в международную киноиндустрию.
В 2019 году сеть Televisa запустила телесериал под названием Silvia Pinal, frente a ti (Сильвия Пиналь перед вами), основанный на жизни актрисы.